# أماندا فورسيث
أماندا فورسيث هي موسيقية كندية، ولدت في 12 أكتوبر 1966.

## وصلات خارجية
- أماندا فورسيث على موقع IMDb (الإنجليزية)
- أماندا فورسيث على موقع ميوزك برينز (الإنجليزية)
- أماندا فورسيث على موقع أول ميوزيك (الإنجليزية)